# Ulf Nilsson (politiker)
Ulf Lennart Nilsson, född 4 november 1945 i Johannes församling i Stockholm, är en svensk politiker (folkpartist) och tidigare riksdagsledamot, bosatt i Lund.
Nilsson är till yrket adjunkt och har bland annat arbetat på Komvux Kronborg i Malmö.  Han var ordinarie riksdagsledamot under perioden 1998–2014 (fyra mandatperioder). I riksdagen var han, under olika perioder, ledamot av lagutskottet och socialförsäkringsutskottet, samt vice ordförande i utbildningsutskottet. De sista åren var han vice ordförande i kulturutskottet. Han var också ledamot av riksdagens delegation till Interparlamentariska unionen samt suppleant i EU-nämnden.
Nilsson har även varit ledamot av Lunds kommunfullmäktige, före 1998 och, efter avslutat riksdagsuppdrag, även 2014–2018.